# 京都精華大前駅
京都精華大前駅（きょうとせいかだいまええき）は、京都府京都市左京区にある叡山電鉄鞍馬線の駅。叡山電鉄の中で最も新しい駅である。駅ナンバリングはE12。
駅名の通り、京都精華大学の最寄り駅である。駅ホームから大学の通用門にアクセスでき、キャンパスの中心部は大学の正門からよりも近い。まさに大学のための駅となっている。

## 歴史

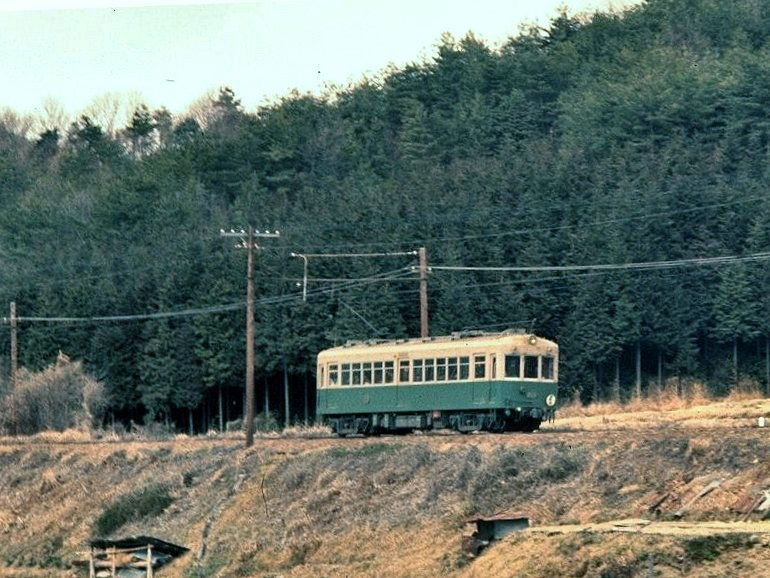
1970年頃の同駅付近。車両はデオ200

- 1989年（平成元年）9月21日：開業[2]。当初は仮駅による営業であった[3]。
- 1990年（平成2年）
  - 1月21日：駅舎が完成[3]。
  - 9月28日：当駅を含む、岩倉駅 - 二軒茶屋駅間が再複線化[4]。現在の姿となる。

## 駅構造
相対式ホーム2面2線を持つ無人駅。両ホームは全体が上屋で覆われており、ホームごとに上屋や柱・壁のデザインを変えている。それぞれのホームに出入り口がある。
基本は無人駅であるが大学の繁忙期（入学式や受験時など）は係員が配置される。そのため係員の詰所が両出入口の脇にある。かつては鞍馬駅方面行ホームに自動改札機があったが現在では撤去されている。回数券の一部は大学構内にある売店で発売している。
両ホームと大学構内を結ぶ橋は「パラディオ橋」と呼ばれ、京都精華大学名誉教授の上田篤によって制作されたものである。
下りホームから住宅地、上りホームから大学正門付近へはスロープでバリアフリーに対応しているが、反対側への移動は「パラディオ橋」のみによっており、構内や近隣には踏切がないので迂回しなければならない。

### のりば
| 番線 | 路線    | 方向 | 行先               |
| ---- | ------- | ---- | ------------------ |
| 南側 | ■鞍馬線 | 下り | 貴船口・鞍馬方面   |
| 北側 | ■鞍馬線 | 上り | 宝ケ池・出町柳方面 |

※案内上ののりば番号は割り当てられていない。

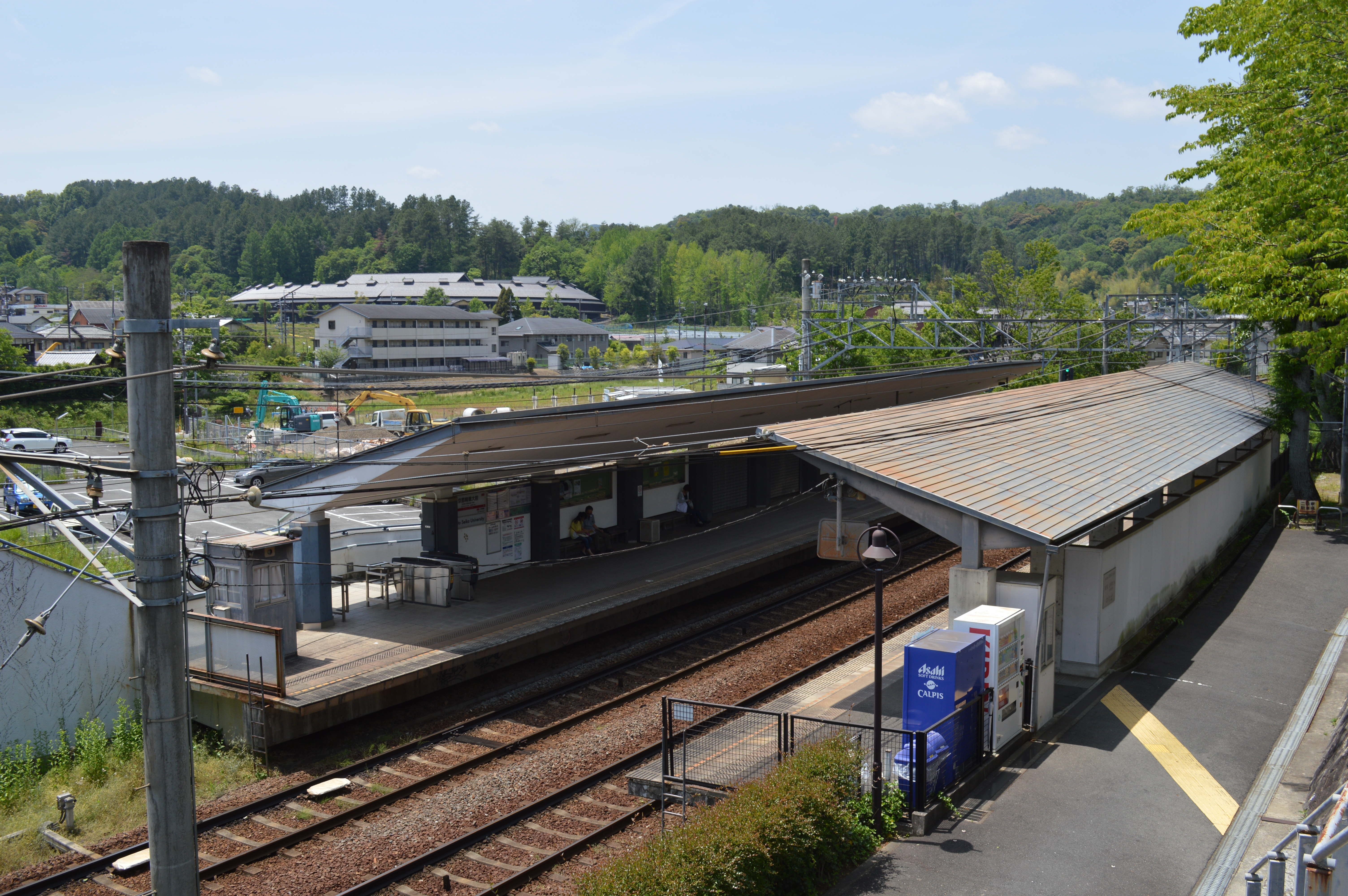
パラディオ橋北側から見た駅（2014年5月）
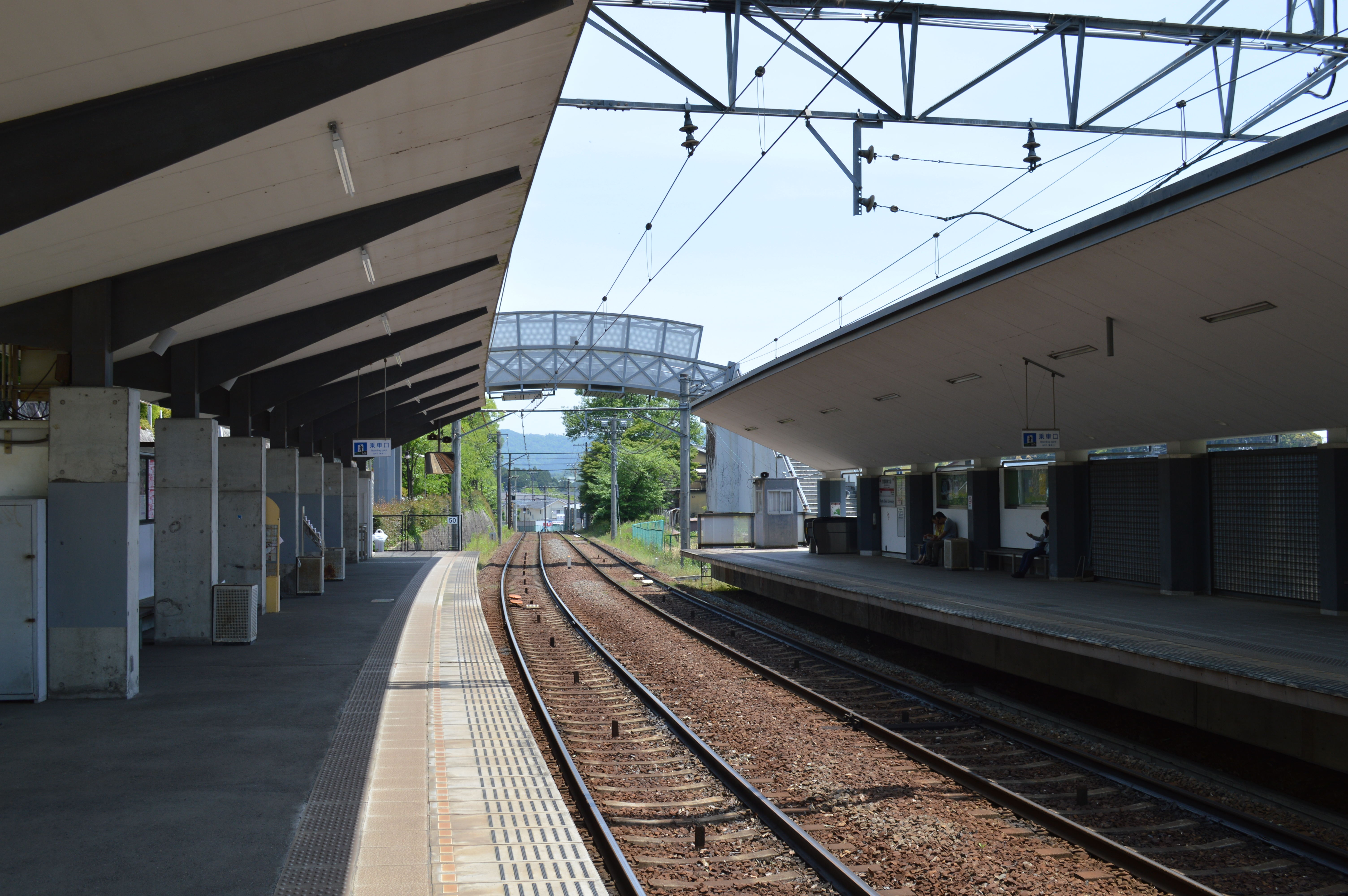
駅ホーム。向こうにはパラディオ橋が見える（2014年5月）
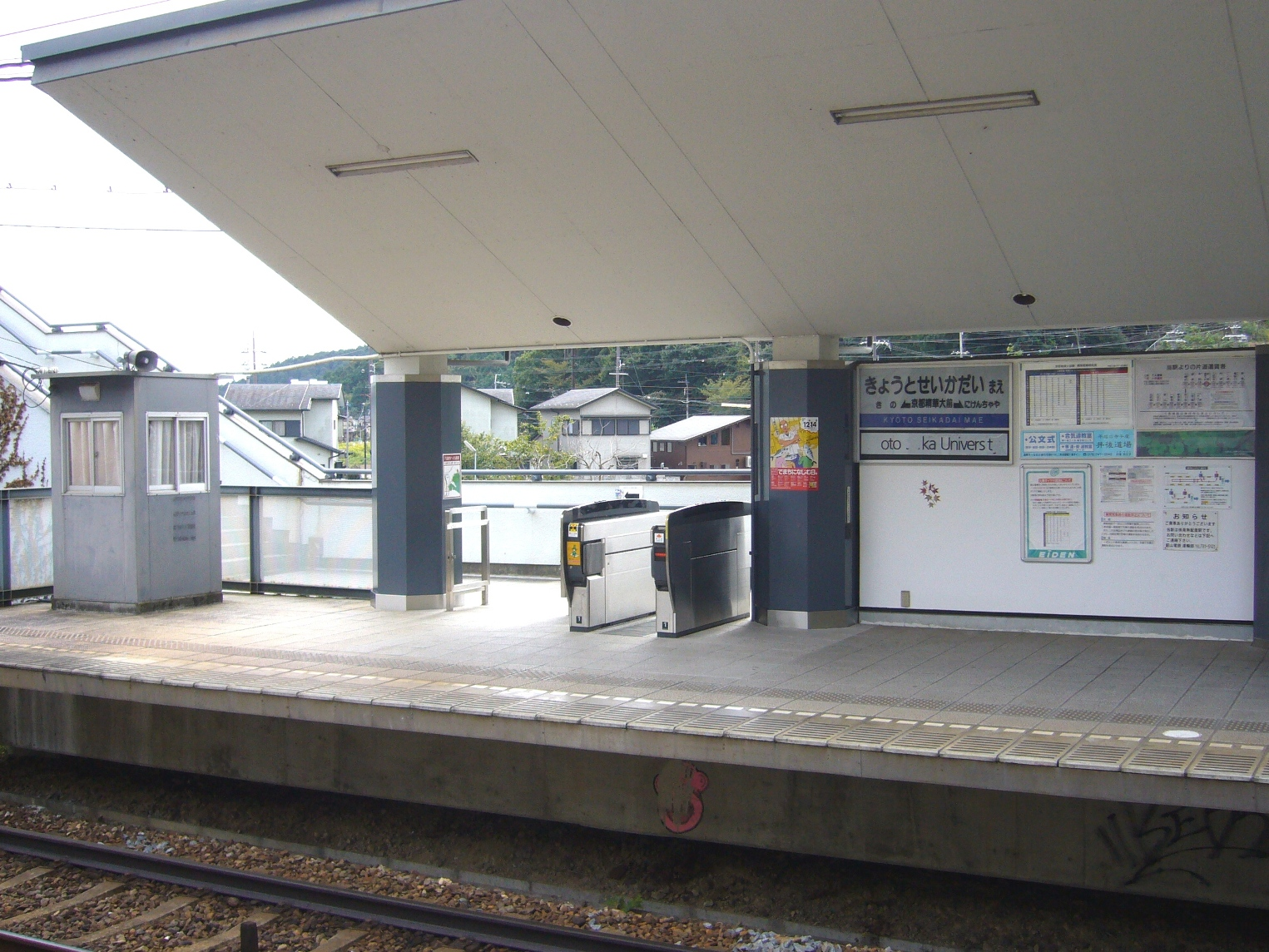
自動改札機が設置されていた頃の鞍馬駅方面行きホームの出入口（2007年10月）

## 駅周辺
京都精華大学のある山の斜面の裾部分に位置している。上りホームは一部山の斜面に接している。駅の反対側は狭い谷間の農耕地であったが、2000年（平成12年）前後から住宅が増えてきている。しかし、現在も農耕地や駐車場が目立つ。前述した大学を除く周辺施設や道路は下記のとおり。
- 森豊山更雀寺（雀寺）
- 円通寺 - ※案内放送あり。
- 頼光橋
- 京都大学演習林
- 総合地球環境学研究所
- 京都府道40号下鴨静原大原線
- 京都府道106号神山岩倉停車場線

## バス路線
京都府道106号線沿いに京都バス「京都精華大学前」停留所がある。経由する路線は下記のとおり。
- 40系統：京都産業大学行／地下鉄国際会館駅行
- 50系統：市原行／地下鉄国際会館駅行
- 52系統：貴船口・鞍馬温泉行／地下鉄国際会館駅行
- 国際会館駅・花園橋 経由  京阪出町柳駅行（土曜・休日1便）

## 隣の駅
叡山電鉄
■鞍馬線
木野駅 (E11) - 京都精華大前駅 (E12) - 二軒茶屋駅 (E13)
- 括弧内は駅番号を示す。